# Election (film 1999)
Election è un film del 1999 diretto da Alexander Payne.
Tratto dal romanzo Intrigo scolastico di Tom Perrotta, il film tratta dello scontro generazionale tra la studentessa Tracy Flick (Reese Witherspoon) e il suo insegnante Jim McAllister (Matthew Broderick). Il finale della pellicola si discosta da quello del romanzo, nonostante inizialmente il regista avesse girato una conclusione più aderente al libro, in seguito affiorata su internet attraverso una copia lavoro del film trovata in una cassetta ad un mercato delle pulci.

## Trama
Il film è narrato dai personaggi principali Jim, Tracy, Paul e Tammy, come una raccolta di interviste su uno scandalo per frode elettorale al liceo.
Jim McAllister insegna storia e educazione civica degli Stati Uniti alla Carver High School di Omaha, Nebraska. Uno dei suoi studenti è Tracy Flick, una studentessa di successo. Il collega e migliore amico di Jim, Dave, ha perso il lavoro e la moglie dopo aver avuto una relazione sessuale con Tracy. Mentre Jim sentiva che Dave aveva bisogno di subire delle conseguenze, si risente di Tracy per essere uscito illeso, in gran parte a causa delle coccole di sua madre e della sua personalità.
Inorridito dalla corsa incontrastata di Tracy alla presidenza del governo studentesco, Jim convince Paul Metzler, un giocatore di football popolare, bonario ma stupido, a partecipare alla corsa. Paul viene messo da parte dal calcio a causa di una gamba rotta e scopre che la sua candidatura gli dà uno scopo. Fa infuriare anche Tracy, che non riesce a capire di essere sfidata.
Tammy Metzler, la sorellina adottiva di Paul, viene lasciata dalla sua ragazza Lisa, che diventa la fidanzata di Paul e responsabile della campagna. Tammy esige vendetta candidandosi lei stessa alla presidenza. Nel suo discorso a un'assemblea scolastica, denuncia il governo studentesco come una farsa e giura di scioglierlo se vince. Raduna gli studenti per una chiassosa standing ovation, ma il preside si vendica sospendendola.
Una sera tardi, Tracy vede che uno dei manifesti della sua campagna si è staccato dal muro. Cerca di fissarlo ma strappa accidentalmente il poster. In un impeto di rabbia, distrugge i manifesti della campagna degli altri candidati e li getta in un cassonetto, ignara che Tammy la vede. Il giorno successivo, Jim affronta Tracy con il suo sospetto che abbia rimosso i poster. Tracy finge innocenza e scambia minacce con Jim. Viene salvata da Tammy, che appare con i manifesti strappati e rivendica la responsabilità. Tammy viene espulsa e il suo nome cancellato dalla scheda elettorale; i suoi genitori la iscrivono a una scuola cattolica privata per ragazze, con sua grande gioia.
Il giorno prima delle elezioni, Jim ha un appuntamento con Linda, l'ex moglie di Dave. Linda chiede a Jim di affittare una stanza di motel per un appuntamento del doposcuola, ma non si fa vedere. Quando Jim va a casa di Linda per trovarla, viene punto da un'ape sulla palpebra. Torna a casa e trova Linda e sua moglie Diane che parlano. Sapendo che Linda ha smascherato il loro incontro, trascorre la notte in macchina.
Jim sovrintende al conteggio delle schede, che trova Tracy vincente per un solo voto. Vedendo Tracy scrutare il conteggio dei voti, elimina dispettosamente due delle schede di Tracy, lanciando l'elezione a Paul. Le schede vengono successivamente scoperte e Tracy diventa presidente. Jim è costretto a dimettersi e i brogli elettorali fanno notizia. Inoltre, Diane divorzia da Jim, prendendo la casa e la maggior parte dei loro beni comuni.
Umiliato, Jim si trasferisce a New York City, diventa una guida turistica all'American Museum of Natural History e inizia a frequentare una nuova donna. Paul sviluppa una vita sociale attiva all'Università del Nebraska, anche se senza Lisa, che lo lascia. Tammy trova una nuova ragazza nella sua scuola cattolica privata per sole ragazze. Tracy frequenta la Georgetown University, dove allo stesso modo si isola dai suoi coetanei a causa della sua natura incentrata sul lavoro, ed è costernata che molti dei suoi compagni di classe siano stati ammessi per scivolare sulle connessioni. A Tracy manca l'intelletto di Dave e si chiede se sia diventato un romanziere come credeva sarebbe successo; il film mostra Dave che lavora in un grande magazzino.
Durante una visita a Washington, DC, Jim vede Tracy salire su una limousine con un membro del Congresso. Infuriato per il fatto che lei attraverserà la vita come ha fatto a Carver, lancia una tazza di soda contro il vetro posteriore della limousine e fugge. Il film si conclude con Jim al museo che fa lezione a un gruppo di studenti delle elementari: una ragazzina impaziente è l'unica a rispondere.

## Riconoscimenti
- 2000 - Premio Oscar
  - Candidatura alla migliore sceneggiatura non originale ad Alexander Payne e Jim Taylor
- 2000 - Independent Spirit Awards
  - Miglior film
  - Miglior regista
  - Miglior sceneggiatura
- 2000 - Kansas City Film Critics Circle Awards
  - Miglior attrice a Reese Witherspoon
- 1999 - Semana Internacional de Cine de Valladolid
  - Premio Pilar Miró al miglior nuovo regista